# Agrostis robusta
Agrostis robusta é uma espécie de gramínea do gênero Agrostis, pertencente à família Poaceae.